# ديسقوريا متقابلة الأوراق
ديسقوريا متقابلة الأوراق (الاسم العلمي:Dioscorea oppositifolia) هي نوع من النباتات تتبع جنس الديسقوريا من الفصيلة الديسقورية. تم وصف هذا النوع من النبات علمياً لأول مرة من قبل كارولوس لينيوس سنة 1753. وهي من النباتات الأصلية في ميانمار (بورما) وشبه القارة الهندية (الهند وسريلانكا وبنغلاديش).